# Pliszé

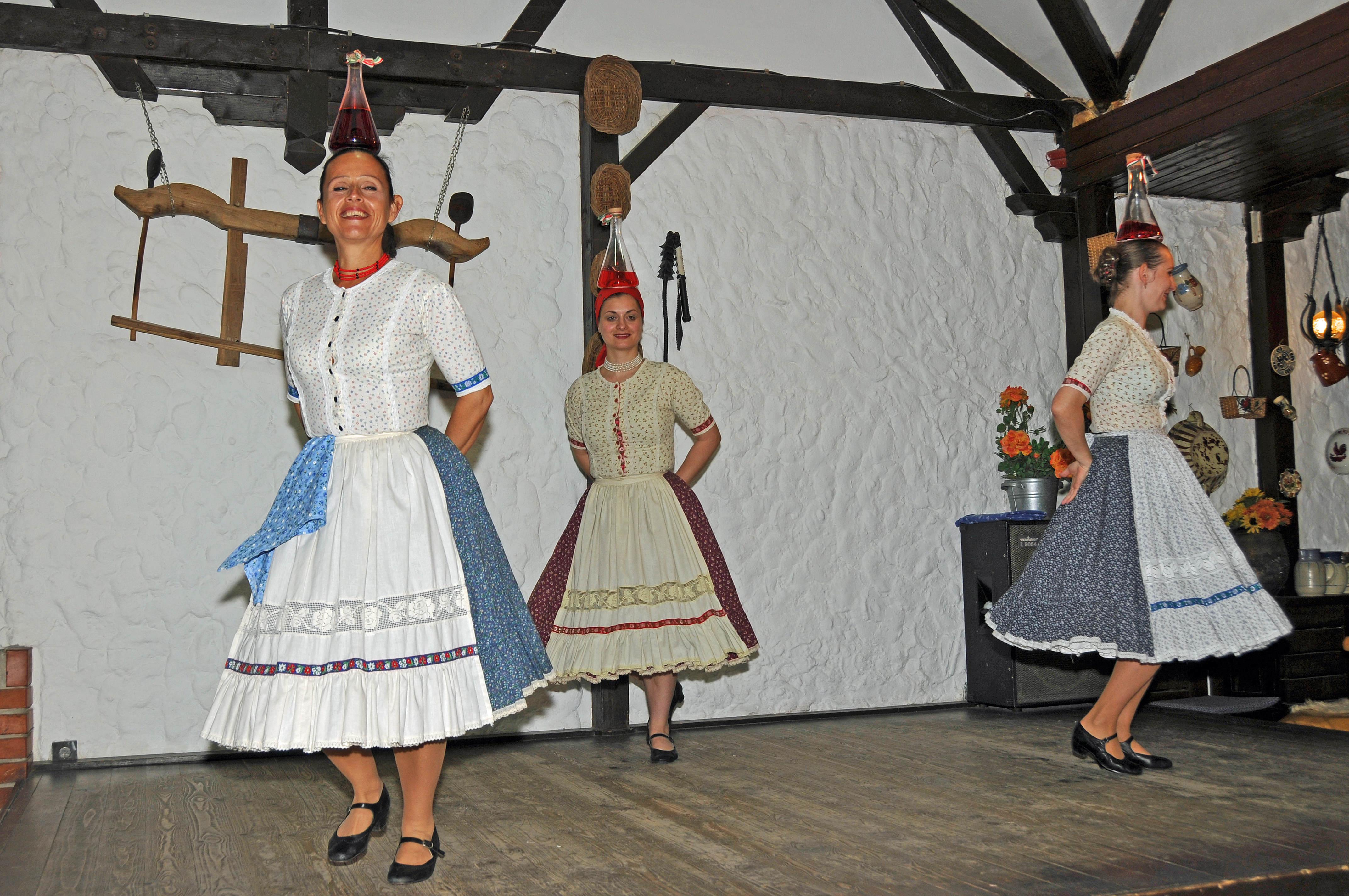
Magyar népi táncosok pliszírozott szoknyákban

A pliszé szöveten vagy más kelmén ill. hajtogatásra alkalmas más anyagon (pl. papíron) kialakított éles hajtások sorozata, amit általában díszítő céllal hoznak létre ruhadarabokon (szoknyákon, blúzokon, gallérokon) vagy  műszaki célokra is (pl. szűrők, árnyékoló szerkezetek). A szó a francia plissé szóból ered, aminek jelentése: ráncos. redős. A hajtások alakjától, elrendezésétől függően a pliszé különböző fajtáit különböztetik meg.

## Történet

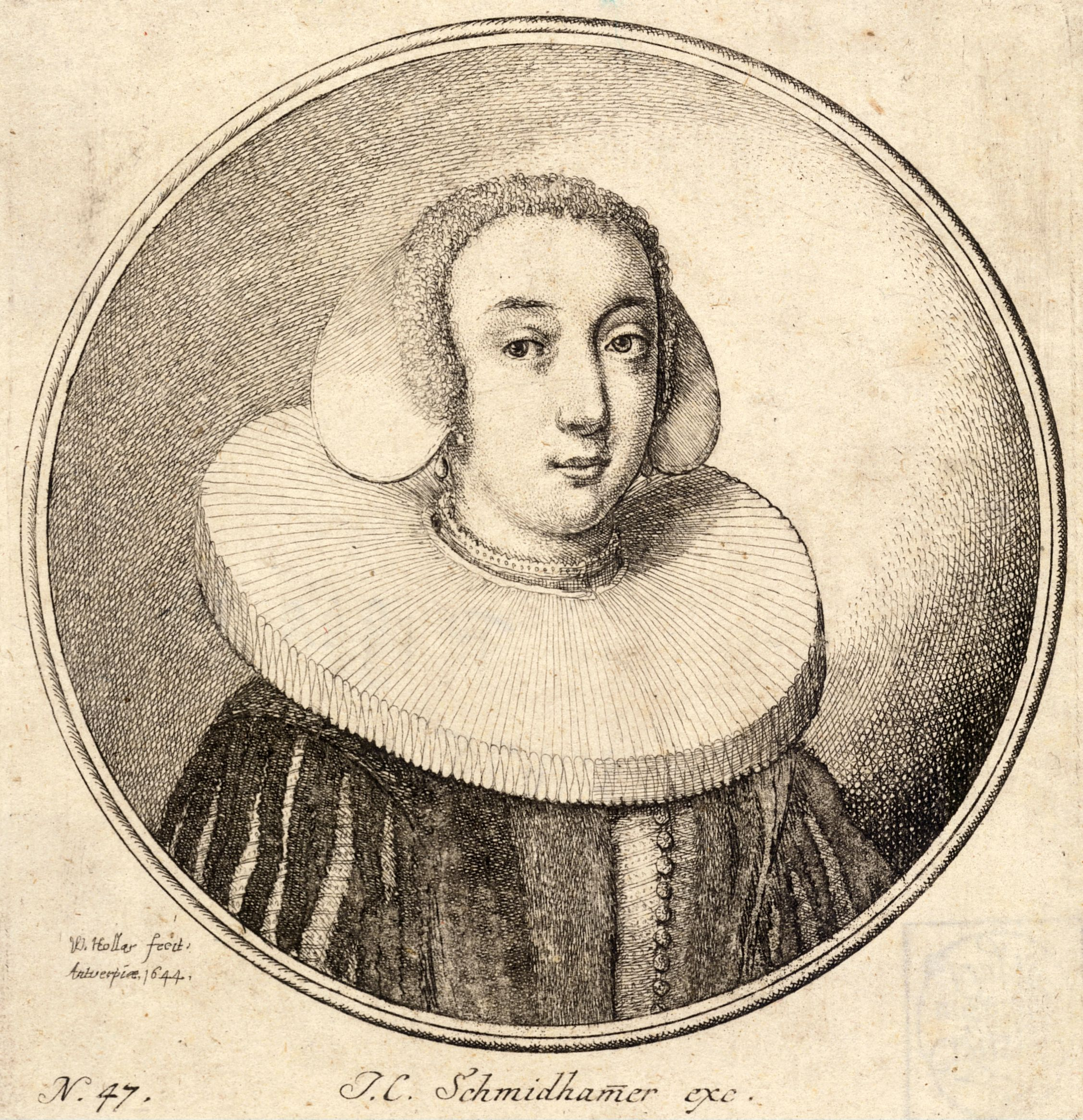
Pliszírozott gallér a 17. században

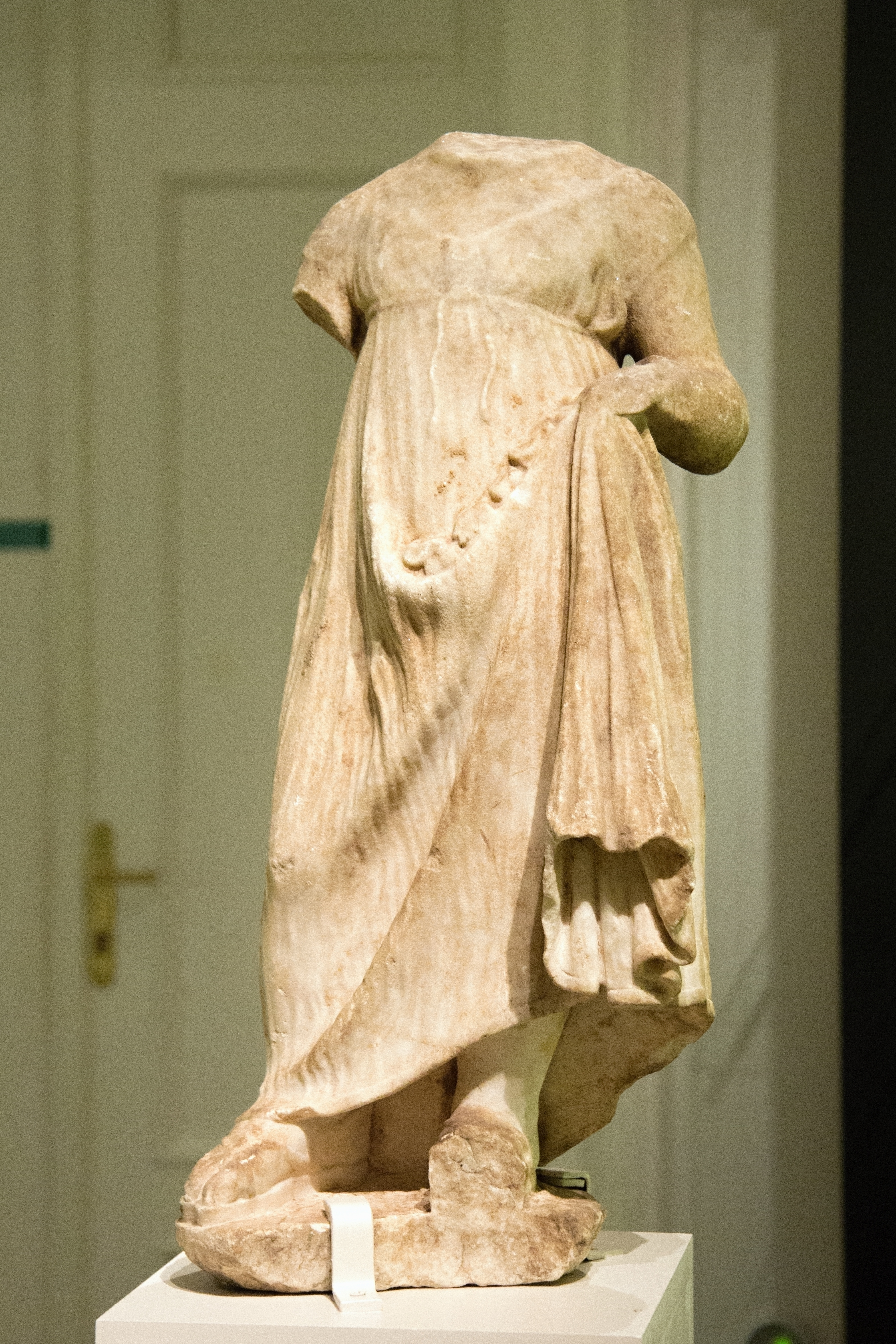
Hajtásokkal díszített ruha egy antik hellén szobron (i. e. 2. sz.)

A hajtásokkal történő díszítést i. e. 2000 táján már a babiloniaiak és az egyiptomiak ruházatán is alkalmazták, sőt Egyiptomban falfelületek díszítésérre is felhasználták. A középkorban is elterjedt díszítési mód volt, amit azonban nagy anyagigénye és a készítés körülményes volta miatt csak gazdag emberek és uralkodók engedhettek meg maguknak. Jellegzetes viselet volt abban a korban a pliszírozott gallér és kézelő, amit számos korabeli festő- és szobrászművész megörökített.
A pliszírozás alapelve a hajtások rögzítése nyomás, magas hőmérséklet és – az anyagtól függően – vízgőz jelenlétében. Már az egyiptomiak is eszerint végezték a műveletet. Kézzel hajtogatták a nedves szövetet és a hajtásokat egy-egy kőlappal nyomták le, majd az egészre egy újabb, sötét színű kőlapot helyeztek és a napon átforrósították, hogy így rögzítsék a hajtásokat.
A középkorban fapálcákat használtak a hajtások készítésére, a rögzítést pedig búzalisztből készített keményítővel oldották meg. A 18. században kezdtek már különféle kézi célszerszámokat is használni a hajtások készítésére, majd a 19. században megjelent az első, kézzel hajtott pliszírozógép is, amelyek V alakú ráncokat alakítottak ki a szöveten. A 19. század végén kezdték meg a kartonpapír-sablonok használatát. Abban az időben a papír még viszonylag drága volt és mivel be kellett nedvesíteni, csak egyszer lehetett felhasználni. Később kifejlesztették azokat a papírgyártási eljárásokat, amelyekkel a pliszírozáshoz használható papírt többszöri felhasználásra is alkalmassá tették. Ez nagyban elősegítette a pliszírozás széleskörű alkalmazását. Nagy lökést adott a pliszírozással történő mintázásnak a konfekcióipar, aminek hatására a pliszírozógépek fejlesztése is nagy lendületet kapott. 1980-ban jelent meg az első számítógéppel vezérelt pliszírozógép, amellyel programozni lehetett a különböző kialakítású hajtások létrehozását.
A 20. században megjelent szintetikus szálasanyagok alkalmazása nagyon megkönnyítette az előállítás módját, mert a száraz hőrögzítés révén külön nedvesítés vagy vegyi anyag hozzáadása nélkül is rögzíteni lehet a legbonyolultabb hajtásokat is.

## Pliszírozás

Egyirányú hajtás

Szembehajtás

Kétirányú hajtás

### Pliszírozás hajtogatással
Az első lépés maguknak a kívánt alakú hajtásoknak a létrehozása kézzel vagy géppel.
A gyakorlatban a divatnak ill. a célszerűségnek megfelelően többféle hajtásmódot alkalmaznak:
- álló (harmonikaszerű) hajtást,
- egyirányú hajtást,
- szembehajtást,
- mintázott hajtást (különböző fantáziaminták szerint).

A hajtások készülhetnek egyenes vonalban hossz- vagy keresztirányban, vagy sugárirányban.
A hajtások létrehozását követi rögzítésük nyomás és hőmérséklet, valamint – az anyagtól függően – esetleg vízgőz jelenlétében. Ezeket a paramétereket a feldolgozott anyagnak megfelelően kell beállítani, mert túlzott mértékük anyagsérülést és megjelenési (optikai) hibákat (foltokat, elszíneződést, moaré-hatást stb.) okozhat, ha pedig alulméretezettek, akkor a hajtások kinyílását vagy szintén foltosodást idézhetnek elő.
Nem hőrögzíthető anyagokból (pl. pamutból) készült szöveteknél a hajtásokat nedves ruhán át, forró vasalóval vasalva kell kialakítani, de ezeken az anyagokon a pliszírozás nem mosásálló, azaz mosásban a hajtások kinyílnak. Ennek elkerülésére az e célra szánt szöveteket előzetesen vegyszeres (műgyantás) kezelésnek vetik alá, ez tartósítja a bevasalt hajtásokat. Gyapjúszövetek esetében a Siroset-eljárás alkalmazható, ami monoetanolamin-biszulfit rápermetezésével történik és ezt követi a vasalás. Az eredmény: nagyon jó éltartóság. A poliamid-, poliészter- és triacetátfonalakból készült – vagy ezeket a szálasanyagokat legalább 45%-ban tartalmazó – kelmék nagyon jól hőrögzíthetők, így ezeknél a hajtásokat a hőrögzítésnek megfelelő hőfokon (általában 180 °C körül) vasalva tartós, a mosásnak is ellenálló pliszírozás készíthető.

### Pliszírozás kötéstechnológiai eljárásokkal

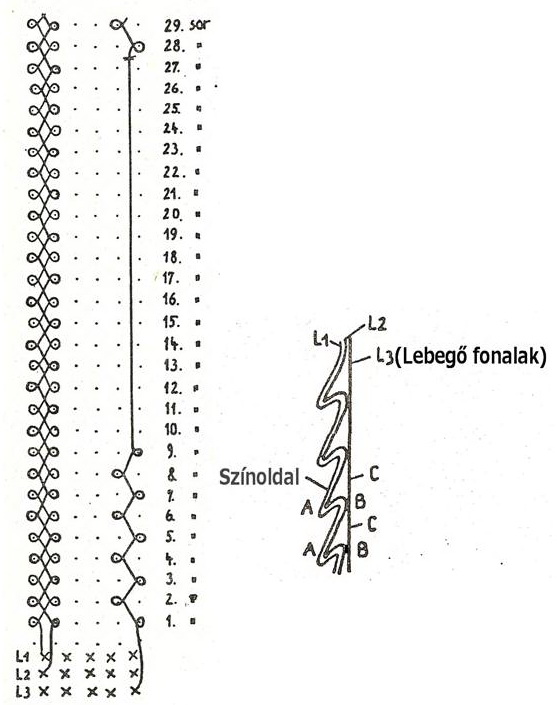
Lánchurkolt pliszé (A - hajtások, B - az L3 létra fonalainak kapcsolódási helyei, C - fonallebegés)

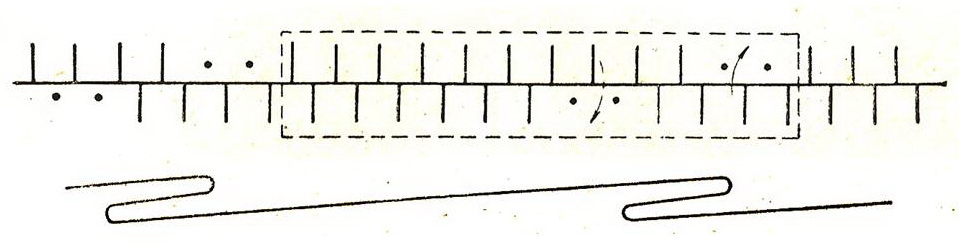
Vetülékrendszerű kötött pliszé egyirányú hajtásokkal (tűbeosztás és a hajtások kialakulása)

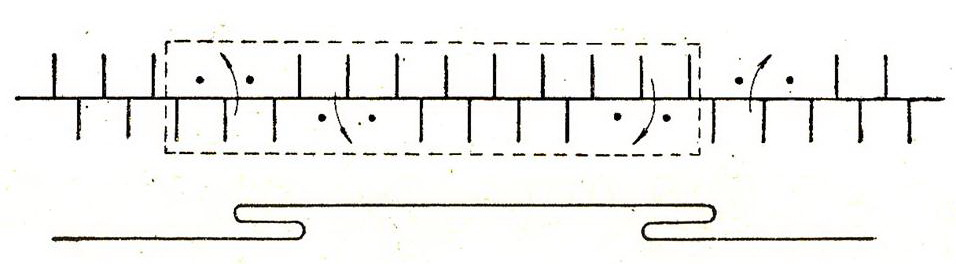
Vetülékrendszerű kötött pliszé szembehajtásokkal (tűbeosztás és a hajtások kialakulása)

A kötéstechnológia alkalmas olyan kelmeszerkezetek előállítására, amelyek már eleve létrehozzák a tartós pliszírozott hatást.
Két tűágyas vetülékrendszerű kötőgépen a hosszirányú pliszírozást célszerűen megválasztott tűkihagyásokkal érik el. Azt a jelenséget használják ki, hogy az egyszínoldalas kelme a fonákoldal felé pöndörödésre hajlamos. Így, ha a kívánt hajtásoknak megfelelően szakaszosan egyszínoldalas szakaszokat iktatnak be hol az egyik, hol a másik tűágyon, előre-hátra hajló hajtások készíthetők.
Lánchurkológépen az alapkelmét kiegészítő fonalrendszer fonaladagolásának átmeneti lassításával állítható elő keresztirányú pliszé. Az alapkelmét bizonyos szakaszokon összehúzó fonalrendszert a legfelső létrába fűzik, ami a kész kelme fonákoldalára kerül, így a színoldalon nem látszódik, ott az összehúzás folytán kialakuló hajtások jelennek meg.

### Szövött pliszé
A szövött pliszé előállítási technikája elvileg hasonlít a lánchurkolt pliszé gyártásmódjához. A szövetképzés egy-egy szakaszán az egyik láncfonalrendszer adagolását itt is leállítják a szövetképződés sebességéhez viszonyítva és ezek a láncfonalak nem vesznek részt az alapszövet képzésében. Így ezek a fonalak összehúzzák a szövet egy részét és ebből alakul ki az a hurok, amelyet lelapítva létrehozzák a pliszé hajtást.

## A pliszírozás alkalmazásai

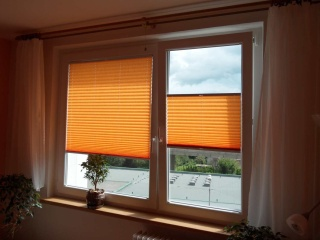
Pliszírozott redőny

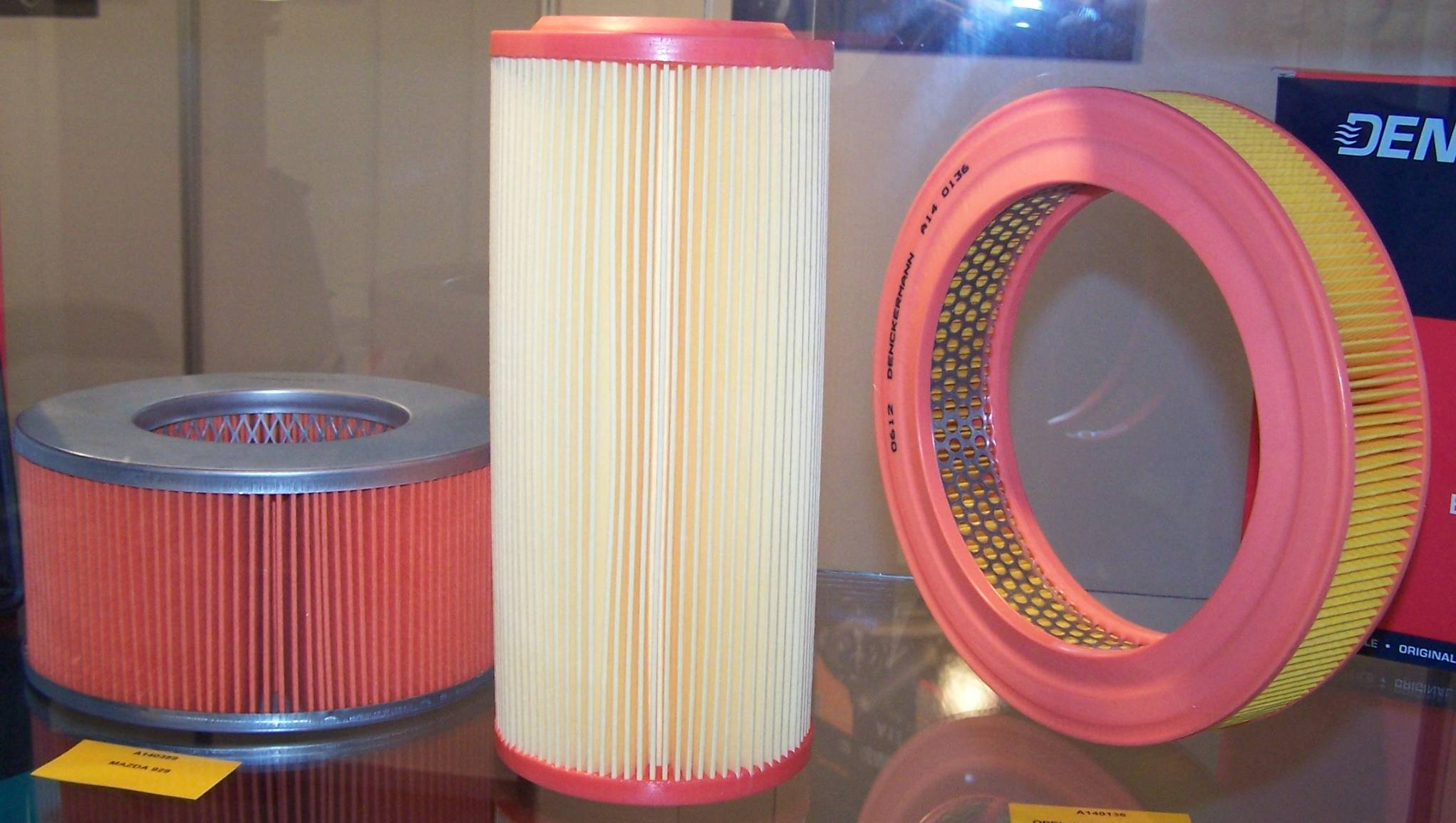
Szűrők pliszírozott betétekkel

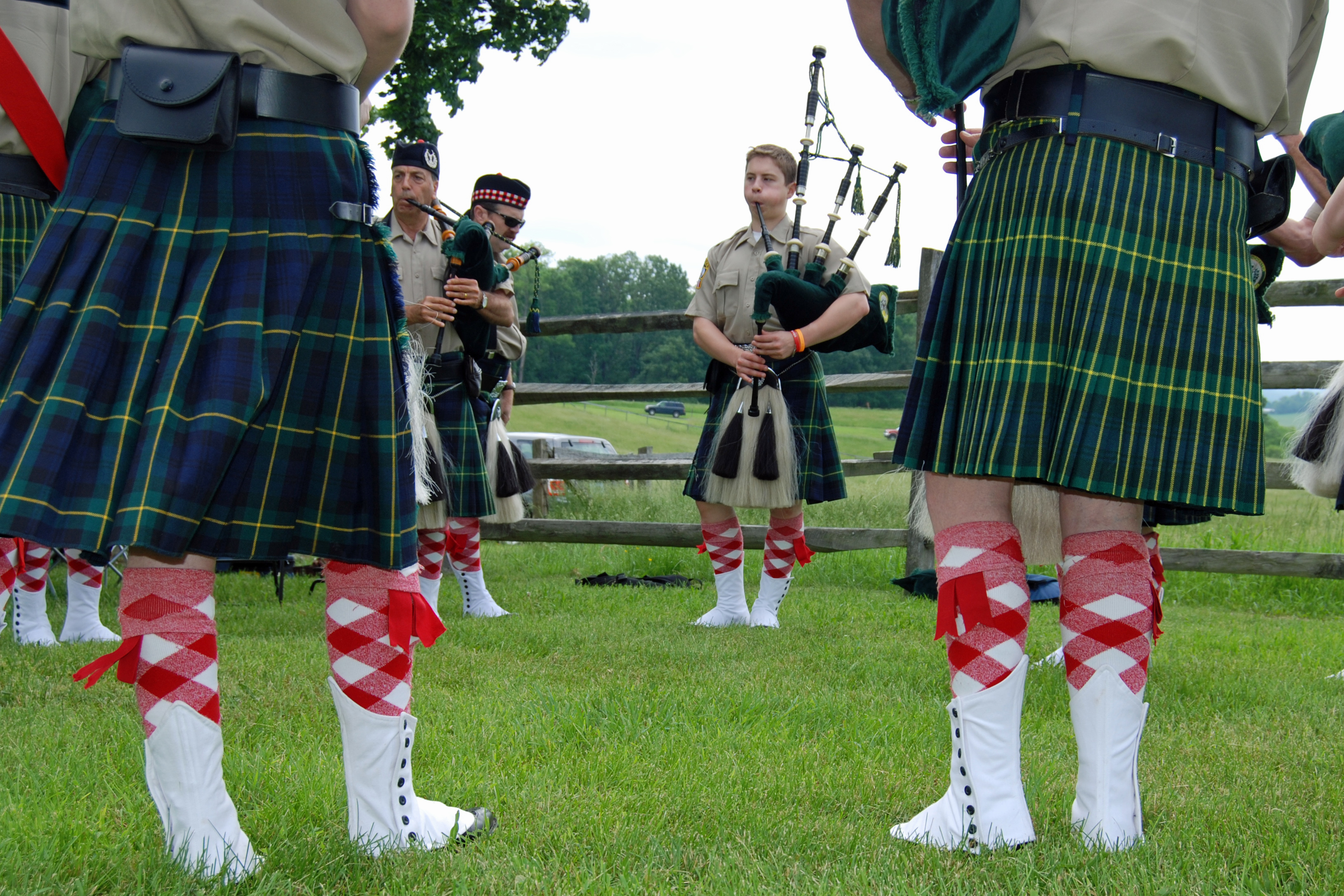
Pliszírozott skótszoknya (kilt)

A pliszírozást előszeretettel alkalmazzák női ruhákon (szoknyákon, blúzokon), de emellett ez az eljárás fontos szerepet tölt be műszaki felhasználási területeken (pl. szűrők, függönyök készítésében). A különböző célú pliszírozott szűrőbetétek anyaga szövet, kötött kelme, nemszőtt kelme, nemez vagy papír is lehet. Nyersanyagukat aszerint választják meg, hogy a szűrő milyen mechanikai, kémiai és hőigénybevételnek van kitéve. A függönyöknek – színüktől függetlenül – olyan anyagból kell készülniük, ami tartósan ellenáll a napsugárzásból eredő ibolyántúli sugaraknak; a legjobb erre a célra a poliészter.